# New Flyer
New Flyer Industries es una multinacional canadiense fabricante de autobuses, especializada en la producción de autobuses urbanos. New Flyer es propiedad de NFI Group, un conglomerado de varios fabricantes de autobuses. New Flyer tiene varias instalaciones de fabricación en Canadá y Estados Unidos que producen el producto principal de la empresa, la familia de autobuses New Flyer Xcelsior.

## Historia

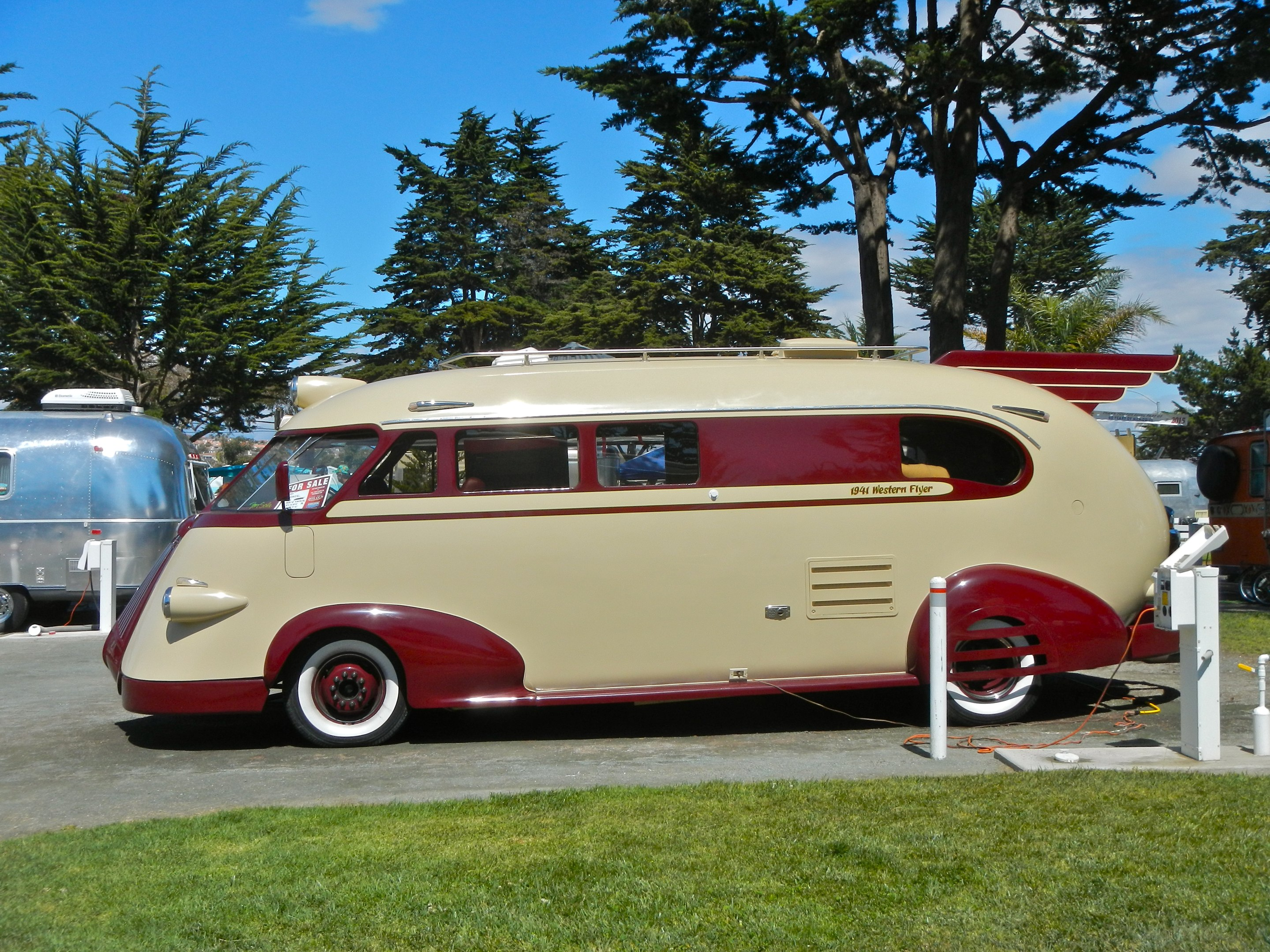
Western Flyer de 1941

New Flyer fue fundada por John Coval en 1930 como Western Auto and Truck Body Works Ltd en Manitoba. La empresa comenzó a producir autobuses en 1937 y en 1941 se lanzó el modelo de autobús Western Flyer, lo que llevó a la empresa a cambiar su nombre a Western Flyer Coach en 1948.
En la década de 1960, la empresa se centró aún más en el mercado de autobuses de transporte urbano. En 1971, Western Flyer, que entonces tenía dificultades financieras, se vendió a la Manitoba Development Corporation, una agencia del gobierno de Manitoba, y se le cambió el nombre a "Flyer Industries Limited". En 1974, la oposición del Partido Conservador Progresista de Manitoba había instado al gobierno del NDP en el poder a deshacerse de Flyer Industries, todavía de propiedad gubernamental.
El 15 de julio de 1986, Jan den Oudsten, descendiente de la familia que formó el fabricante de autobuses holandés Den Oudsten Bussen BV, compró Flyer Industries al gobierno de Manitoba y cambió su nombre a New Flyer Industries Limited.
New Flyer diseñó y probó el primer autobús de piso bajo de América del Norte en 1988 y entregó el primer modelo de producción en serie, llamado D40LF, a la Autoridad Portuaria de Nueva York y Nueva Jersey en 1991. En 1994, New Flyer entregó el primer autobús que utilizaba gas natural comprimido en América del Norte y el primer autobús con motor de pila de combustible de hidrógeno del mundo. En 1995, la empresa entregó el primer autobús articulado de suelo bajo en Norteamérica a la Autoridad de Tránsito del Condado de Strathcona.
En marzo de 2002, New Flyer fue adquirida por KPS Capital Partners, una compañía de inversiones que se especializa en gestionar negocios con dificultades financieras, por 44 millones de dólares. Ese mismo año, Jan den Oudsten se retiró como director general, siendo incluido posteriormente en el Salón de la Fama de la Asociación Estadounidense de Transporte Público por su trabajo en la empresa.
En 2003, el King County Metro de Seattle hizo un pedido de 213 autobuses híbridos, el primer pedido grande de este tipo de autobuses en el mundo.
El 15 de diciembre de 2003, las empresas de capital inversión Harvest Partners y Lightyear Capital compraron New Flyer. El director ejecutivo de la compañía, John Marinucci, calificó la compra como un indicador de que se había logrado el cambio operativo y financiero de la compañía.
El 19 de agosto de 2005, New Flyer se convirtió en una empresa bursátil cotizada en la Bolsa de Toronto, cambiando su nombre a New Flyer Industries Canada ULC y creó la empresa matriz que cotiza en bolsa NFI Group Inc. Ese año de 2005 también se efectuó un rediseño de los populares autocares New Flyer de suelo bajo, con nuevos frontales y partes traseras para modernizar y optimizar la apariencia exterior del autobús.
En junio de 2012, New Flyer, en una empresa conjunta con Mitsubishi Heavy Industries, el gobierno de Manitoba, Manitoba Hydro y el Red River College, dio a conocer un autobús totalmente eléctrico impulsado por baterías.
En mayo de 2012, New Flyer y Alexander Dennis anunciaron la formación de una empresa conjunta para diseñar y fabricar autobuses de suelo bajo de servicio medianos (o autobuses midi) para el mercado norteamericano. El autobús, llamado New Flyer MiDi, se basó en el diseño del Alexander Dennis Enviro200. Alexander Dennis diseñó y probó el autobús, y New Flyer lo construyó y comercializó bajo contrato. Durante la asociación, se entregaron alrededor de 200 autobuses a 22 operadores en Canadá y EE. UU. En mayo de 2017, New Flyer y Alexander Dennis anunciaron que su empresa conjunta finalizaría y que la producción del autobús pasaría a la nueva fábrica norteamericana de Alexander Dennis en Indiana, donde se produce junto con el autobús de la serie Enviro500 de dos pisos. Alexander Dennis fue comprado más tarde por New Flyer en 2019.

## Modelos
| Modelo          | Longitud                                                                                            | Ancho                          | Introducido | Cancelado     | Imagen |
| --------------- | --------------------------------------------------------------------------------------------------- | ------------------------------ | ----------- | ------------- | ------ |
| Xcelsior        | 35 pies (10,7 m) 40 pies (12,2 m) 60 pies (18,3 m)                                                  | 102 plg (2,6 m)                | 2008        | en producción |        |
| Low Floor       | 30 pies 6 plg (9,3 m) 35 pies 6 plg (10,8 m) 40 pies 10+1/4 plg (12,5 m) 60 pies 8+1/2 plg (18,5 m) | 102 plg (2,6 m)                | 1989        | 2014          |        |
| Invero          | 41 pies 3 plg (12,6 m)                                                                              | 102 plg (2,6 m)                | 2002        | 2007          |        |
| High Floor      | 35 pies 3 plg (10,7 m) 40 pies 6+1/4 plg (12,4 m) 60 pies 8 plg (18,5 m)                            | 102 plg (2,6 m)                | 1987        | 2006          |        |
| 700 / 800 / 900 | 35 pies (10,7 m) 40 pies (12,2 m)                                                                   | 96 plg (2,4 m) 102 plg (2,6 m) | 1967        | 1987          |        |